# Purgerot
Purgerot település Franciaországban, Haute-Saône megyében. Lakosainak száma 328 fő (2022. január 1.). Purgerot Fouchécourt, Aboncourt-Gesincourt, Arbecey, Baulay, Chargey-lès-Port, Conflandey és Faverney községekkel határos.

## Népesség
A település népességének változása:
| Lakosok száma | 357  | 347  | 354  | 342  | 338  | 335  | 331  | 330  | 328  |
|               | 2013 | 2015 | 2016 | 2017 | 2018 | 2019 | 2020 | 2021 | 2022 |